# Mund-, Kiefer- und Gesichtschirurgie
Die Mund-Kiefer-Gesichtschirurgie (MKG, auch Kranio-Maxillo-Faziale Chirurgie) ist ein medizinisches Fachgebiet, welches die Diagnostik, Therapie, Prävention und sowohl funktionelle (Kauen, Schlucken, Sprechen) als auch ästhetische Rehabilitation von Erkrankungen, Verletzungen, Fehlbildungen und Formveränderungen der Zähne, der Mundhöhle, der Kiefer und des Gesichtes umfasst.

## Bedeutung
Das Einzigartige an diesem Fachgebiet ist in Deutschland, Österreich, der Schweiz, aber auch in Belgien, Irland, Griechenland, Finnland und im Vereinigten Königreich, die nötige Ausbildung in Humanmedizin und Zahnmedizin, weswegen im deutschsprachigen Raum auch Doppelpromotionen zum Dr. med. und Dr. med. dent. häufig sind.
In den USA, Kanada, Australien, Neuseeland und Japan ist die oral- and maxillo-facial surgery ein rein zahnärztliches Fachgebiet (dental speciality), ebenso in Dänemark und Schweden.
In Frankreich (Chirurgien maxillo-facial), Italien, Litauen, Luxemburg, Polen, Portugal, Russland, Slowenien, Spanien, Tschechien und Ungarn wird keine doppelte Approbation verlangt; der Facharzttitel wird durch eine rein ärztliche Weiterbildung im Fachgebiet (Mindestdauer fünf Jahre) erreicht. In der DDR war nach sowjetischem Modell ebenfalls keine Doppelapprobation erforderlich.
Die Doppelapprobation im deutschsprachigen Raum hat ihre Ursprünge in der Kriegschirurgie des Ersten Weltkriegs, wo sich Feldchirurgen zur Versorgung von Kieferverletzungen zahnärztlicher Methoden bedienten.
Eine weitere Besonderheit der MKG-Chirurgie ist die intensive interdisziplinäre Zusammenarbeit mit Nachbardisziplinen, die durch die räumliche Nähe verschiedener Organsysteme (Ohren, Augen und Gehirn) im Kopf-Hals-Bereich zur Therapie der häufig komplexen Verletzungen oder Erkrankungen nötig ist. Die Mund-, Kiefer- und Gesichtschirurgie deckt die Oralchirurgie mit ab und überschneidet sich mit dieser, ist aber aus der Perspektive des Ausbildungsweges von der Oralchirurgie im engeren Sinne abzugrenzen. Letztere ist ein Teilgebiet der Zahnmedizin und erfordert kein Doppelstudium auch in Medizin. 

## Der Facharzt für MKG-Chirurgie

### Weiterbildung in Deutschland
Um in Deutschland als Facharzt für MKG-Chirurgie tätig zu werden, bedarf es nach den absolviertem Studien in Medizin und Zahnmedizin einer fünfjährigen Weiterbildungszeit. Davon können bis zu 12 Monate zahnmedizinische Weiterbildung in Oralchirurgie erfolgen sowie bis zu 12 Monate Weiterbildung in anderen Gebieten.
Seit 2010 ist von der Deutschen Gesellschaft für Mund-, Kiefer- und Gesichtschirurgie (DGMKG) zusätzlich der Masterstudiengang „Ästhetische Gesichtschirurgie“ eingeführt worden, um eine strukturierte Weiterbildung für ästhetische Operationen im Gesichtsbereich zu etablieren.

### Weiterbildung in der Schweiz
In der Schweiz dauert die Weiterbildung zum MKG-Chirurgen sechs Jahre, aufgeteilt in zwei bis drei Jahre nicht-fachspezifische allgemeinchirurgische Grundausbildung und drei bis vier Jahre fachspezifische Weiterbildung. Der fachspezifische Teil darf erst nach Abschluss von Human- und Zahnmedizinstudium begonnen werden; bei Bewerbern, die zuerst Zahnmedizin studiert haben, werden aber bis zu neun Monate Weiterbildung in einer zahnärztlichen Poliklinik anerkannt. Bewerber mit Abschluss in Humanmedizin dürfen die allgemeinchirurgische Grundausbildung parallel zum Zahnmedizinstudium absolvieren.
Die nicht-fachspezifische Weiterbildung umfasst neben zwei Jahren Allgemeinchirurgie und bis zu einem Jahr in einer chirurgischen Spezialdisziplin auch drei Monate Anästhesiologie oder chirurgische Intensivmedizin und wird mit dem chirurgischen Basisexamen abgeschlossen. Nach Abschluss des Basisexamens muss während der fachspezifischen Weiterbildung ein „Op-Katalog“ abgearbeitet werden (definiert durch die Weiterbildungsordnung mit Stand 25. Juli 2011).

## Statistiken
Am 1. Januar 2001 waren in Deutschland 1.310 MKG-Chirurgen registriert, von denen 778 niedergelassen waren. 186 übten keine ärztliche Tätigkeit aus. Am 31. Dezember 2009 waren in Deutschland 1.474 MKG-Chirurgen registriert.